# 薩西庫拉克河 (尤尚利河支流)
薩西庫拉克河（羅馬化：Sasykulak），烏克蘭南部札波羅熱州河流，屬於尤尚利河的右支流，發源自普羅斯托雷和莫希利亞內之間。起源於烏克蘭東北部。流經什羅基蘭，羅齊夫卡等居民點。